# Abram Arjípov
Abram Efímovich Arjípov (en ruso: Абрам Ефимович Архипов; Óblast de Riazán, 27 de agosto (15 de agosto) de 1862-Moscú, 25 de septiembre de 1930) fue un pintor del realismo ruso, miembro del grupo de artistas que integraron la Sociedad de Exposiciones de Arte Ambulante (conocidos como los «Peredvízhniki»), y como muchos de sus miembros militante de la Asociación de Artistas de la Rusia Revolucionaria (AJRR), cuna del realismo socialista. La mayor parte de su obra se conserva en la Galería Tretiakov (Moscú) y en el Museo Estatal Ruso (San Petersburgo).

## Biografía
Nacido como Abram Pýrikov en una familia de campesinos, en el poblado de Egórovo en Riazán, Arjípov ingresó en la Escuela de Pintura, Escultura y Arquitectura de Moscú en 1877, allí tuvo como compañeros a Ryábushkin, Kasatkin y Nésterov, y profesores como Vasili Perov, Vladímir Makovski, Vasili Polénov y Alekséi Savrásov. En 1887, tras seis años en Moscú, pasó dos años en la Academia Imperial de las Artes en San Petersburgo, regresando luego a la capital, donde concluyó sus estudios en 1888. 

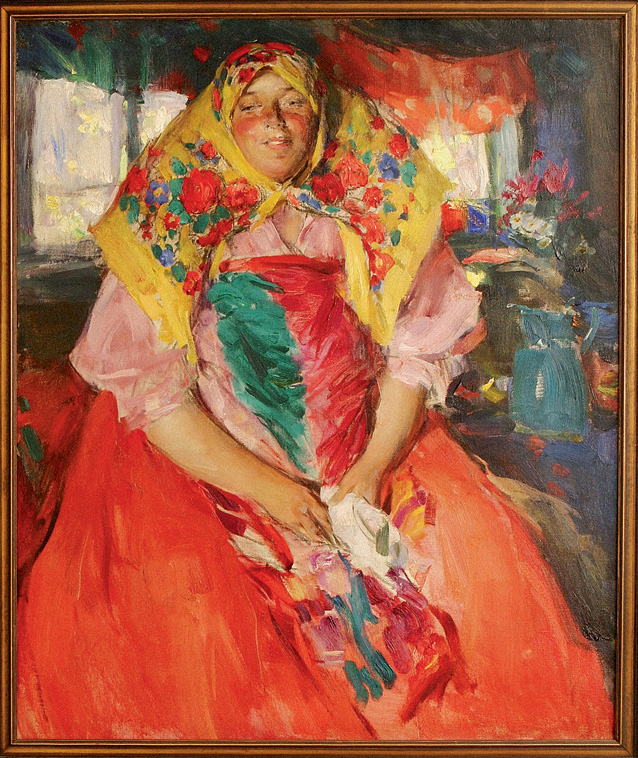
Campesina en rojo. 1910

En 1891, Arjípov entró el colectivo de los Peredvízhniki (muy activo en él hasta 1902), precursores de la Asociación de Artistas de la Rusia Revolucionaria (AJRR), viajando por el Volga en las expediciones pictóricas organizadas por el grupo. 
La vida de las mujeres rusas cubre parte importante de su obra, registrando con similar cariño la crudeza de las miserables obreras industriales o lavanderas o el colorismo luminoso de mujeres y niñas campesinas de las regiones de Riazán y Nizhni Nóvgorod, con especial atención a los vestidos y trajes nacionales. Como otros contemporáneos, practicó de manera asidua la pintura en al aire libre («en plein air»), viajando incansable desde el norte de Rusia al Mar Blanco.
Profesor desde 1894 en la Escuela de Moscú de Pintura, Escultura y Arquitectura, fue nombrado académico en 1898 y miembro activo de la Academia de Bellas Artes en 1916, Arjípov dio clases en la Escuela de Moscú de Pintura, Escultura y Arquitectura, y entre 1922-1924 en Vjutemás. Ese año de 1924 se unió a la Asociación de Artistas de la Rusia Revolucionaria, y en 1927 fue galardonado con el título de Artista del Pueblo de la URSS. Murió en Moscú en 1930 y está enterrado en el cementerio Vagánkovo de Moscú. No sé casó ni tuvo hijos.

## Selección de obras
- En el Oká (1889), , óleo sobre lienzo, 40,8 x 76,5 cm. Galería Tretiakov.
- Rádonitsa antes de la liturgia (1892), óleo sobre lienzo, 58 x 114 cm. Museo Ruso de San Petersburgo.
- Tras el deshielo (1895), óleo sobre lienzo, 70 x 136 cm. Museo Regional de Riazán.
- Retrato de Iván Rodin (1928), en el Museo Metropolitano de Arte de Nueva York.[5]